# Coburgska hedersutmärkelsen

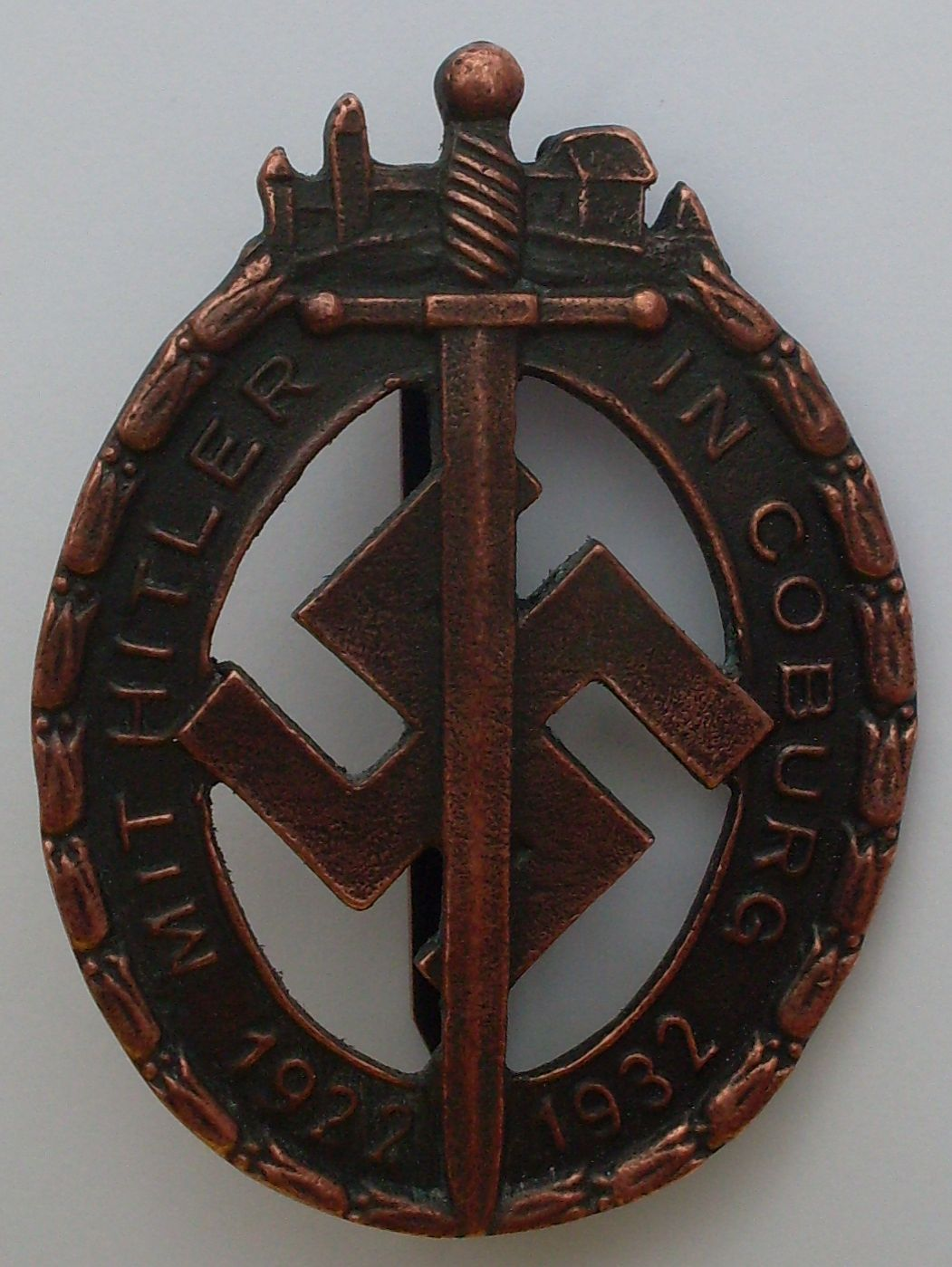
Coburgska hedersutmärkelsen.

Coburgska hedersutmärkelsen (tyska: Coburger Ehrenzeichen der NSDAP) var en av NSDAP:s partiutmärkelser. Den hugfäster minnet av Adolf Hitlers besök i Coburg den 14 och den 15 oktober 1922, tillsammans med 650 SA-män. Utmärkelsen instiftades den 14 oktober 1932, under Hitlertage in Coburg, på tionde årsdagen av NSDAP:s första framträdande utanför München. Sedan firade partiet årligen händelserna från "Deutscher Tag in Coburg" 1922.
Utmärkelsen har ett hakkors och ett svärd. Längst upp är Veste Coburg avbildad. Inskriptionen lyder MIT HITLER IN COBURG 1922–1932.
Coburgska hedersutmärkelsen var en av de högsta utmärkelserna inom NSDAP, tillsammans med Tyska orden, Blodsorden och NSDAP:s partitecken i guld. 